# Aéroport d'El Oued - Guemar
L'aéroport d'El Oued - Guemar (code IATA : ELU • code OACI : DAUO) est un aéroport algérien international, situé sur la commune de Guemar à 16 km au nord-ouest de la ville d'El Oued.

## Présentation
L’aéroport d'El Oued - Guemar est un aéroport civil desservant la ville d'El Oued (communément appelée Oued Souf), dans le Nord-Est du Sahara algérien, et sa région (wilaya d'El Oued). 
L’aéroport est géré par l'EGSA d'Alger.

## Situation

### Carte des aéroports de l'Algérie
'
| \| 100 km1:14 790 000 \| Adrar Alger Annaba Batna Béjaïa Biskra Boufarik Chlef Constantine Ghardaïa Hassi Messaoud In Amenas Jijel Oran Sétif Tamanrasset Tébessa Tlemcen Béchar Bordj Mokhtar Djanet El Bayadh El Goléa El Oued Illizi In Salah Ghriss Ouargla Tiaret Timimoun Tindouf Touggourt |
| 100 km1:14 790 000 |

Carte statique des aéroports d'Algérie.Carte dynamique des aéroports d'Algérie.

## Infrastructures liées

### Pistes
L’aéroport dispose de deux pistes en béton bitumineux, la première (dite 13/31) d'une longueur de 3 000 m et la seconde (dite 02/20) de 2 000 m.

## Compagnies et destinations
| Compagnies       | Destinations |
| ---------------- | --- |
| Air Algérie      | - Alger-Houari-Boumédiène, - Constantine-Mohamed-Boudiaf, - Djanet-Tiska, - Djeddah - Roi-Abdelaziz, - Illizi-Takhamalt, - Oran-Ahmed-Ben-Bella, - Paris-Charles de Gaulle, - Tamanrasset |
| Tassili Airlines | Alger-Houari-Boumédiène, Annaba-Rabah-Bitat |

Édité le 07/02/2018 Actualisé le 31/07/2023